# Harold Torres
Harold Torres (Toluca, 18 dicembre 1983) è un attore messicano, noto per le sue interpretazioni nei ruoli da protagonista nelle serie televisive Run Coyote Run in onda sul canale FX e ZeroZeroZero.

## Filmografia parziale

### Cinema
- Norteado (2009)
- Espiral (2009)
- Colosio: L'omicidio (2012)
- Memory (2022)
- Silent Night - Il silenzio della vendetta (Silent Night), regia di John Woo (2023)

### Televisione
- Run Coyote Run (2017)
- ZeroZeroZero (2020)

## Riconoscimenti
- Premio Ariel
  - Candidatura al Premio Ariel per il miglior attore 2010, 2014, 2015
- Independent Spirit Awards 2021
  - Candidatura al Best Male Performance in a Scripted Series[4][5]